# Tourville-la-Rivière
Tourville-la-Rivière és un municipi francès situat al departament del Sena Marítim i a la regió de Normandia. L'any 2007 tenia 2.287 habitants.

## Demografia

### Població
El 2007 la població de fet de Tourville-la-Rivière era de 2.287 persones. Hi havia 849 famílies de les quals 224 eren unipersonals (100 homes vivint sols i 124 dones vivint soles), 251 parelles sense fills, 291 parelles amb fills i 83 famílies monoparentals amb fills.
La població ha evolucionat segons el següent gràfic:
Habitants censats

### Habitatges
El 2007 hi havia 900 habitatges, 882 eren l'habitatge principal de la família, 1 era una segona residència i 17 estaven desocupats. 644 eren cases i 250 eren apartaments. Dels 882 habitatges principals, 532 estaven ocupats pels seus propietaris, 340 estaven llogats i ocupats pels llogaters i 10 estaven cedits a títol gratuït; 12 tenien una cambra, 90 en tenien dues, 171 en tenien tres, 229 en tenien quatre i 380 en tenien cinc o més. 655 habitatges disposaven pel capbaix d'una plaça de pàrquing. A 366 habitatges hi havia un automòbil i a 406 n'hi havia dos o més.

### Piràmide de població
La piràmide de població per edats i sexe el 2009 era:
| Homes | Edats   | Dones |
| ----- | ------- | ----- |
| 0     | 95 o +  | 4     |
| 4     | 90 a 94 | 14    |
| 4     | 85 a 89 | 35    |
| 4     | 80 a 84 | 14    |
| 23    | 75 a 79 | 31    |
| 30    | 70 a 74 | 28    |
| 53    | 65 a 69 | 47    |
| 34    | 60 a 64 | 63    |
| 60    | 55 a 59 | 57    |
| 110   | 50 a 54 | 93    |
| 91    | 45 a 49 | 114   |
| 79    | 40 a 44 | 53    |
| 111   | 35 a 39 | 105   |
| 92    | 30 a 34 | 97    |
| 75    | 25 a 29 | 88    |
| 58    | 20 a 24 | 54    |
| 66    | 15 a 19 | 75    |
| 85    | 10 a 14 | 94    |
| 110   | 5 a 9   | 83    |
| 55    | 0 a 4   | 73    |

## Economia
El 2007 la població en edat de treballar era de 1.513 persones, 1.064 eren actives i 449 eren inactives. De les 1.064 persones actives 963 estaven ocupades (495 homes i 468 dones) i 100 estaven aturades (46 homes i 54 dones). De les 449 persones inactives 146 estaven jubilades, 171 estaven estudiant i 132 estaven classificades com a «altres inactius».

### Ingressos
El 2009 a Tourville-la-Rivière hi havia 914 unitats fiscals que integraven 2.261,5 persones, la mediana anual d'ingressos fiscals per persona era de 18.996 €.

### Activitats econòmiques
Dels 229 establiments que hi havia el 2007, 7 eren d'empreses extractives, 3 d'empreses alimentàries, 1 d'una empresa de fabricació de material elèctric, 1 d'una empresa de fabricació d'elements pel transport, 16 d'empreses de fabricació d'altres productes industrials, 7 d'empreses de construcció, 105 d'empreses de comerç i reparació d'automòbils, 5 d'empreses de transport, 16 d'empreses d'hostatgeria i restauració, 4 d'empreses d'informació i comunicació, 7 d'empreses financeres, 8 d'empreses immobiliàries, 21 d'empreses de serveis, 10 d'entitats de l'administració pública i 18 d'empreses classificades com a «altres activitats de serveis».
Dels 39 establiments de servei als particulars que hi havia el 2009, 1 era una oficina del servei públic d'ocupació, 1 oficina de correu, 1 una oficina bancària, 1 funerària, 4 tallers de reparació d'automòbils i de material agrícola, 1 taller d'inspecció tècnica de vehicles, 2 establiments de lloguer de cotxes, 1 paleta, 1 guixaire pintor, 2 fusteries, 2 lampisteries, 1 empresa de construcció, 7 perruqueries, 2 veterinaris, 10 restaurants i 2 tintoreries.
Dels 70 establiments comercials que hi havia el 2009, 1 era, 1 un supermercat, 1 una botiga de més de 120 m², 4 fleques, 1 una carnisseria, 25 botigues de roba, 3 botigues d'equipament de la llar, 5 sabateries, 1 una sabateria, 10 botigues de mobles, 4 botigues de material esportiu, 4 botigues de material de revestiment de parets i terra, 2 perfumeries, 7 joieries i 1 una joieria.

## Equipaments sanitaris i escolars
L'únic equipament sanitari que hi havia el 2009 era una farmàcia.
El 2009 hi havia 1 escola maternal i 1 escola elemental.

## Poblacions més properes
El següent diagrama mostra les poblacions més properes.